# Skakolympiaden 2006
Skakolympiaden 2006, der var den 37. skakolympiade, fandt sted i perioden 20. maj – 6. juni 2006 i Torino, Italien. Den omfattede en åben turnering  og en turnering for kvinder. Under olympiaden afgjordes også verdensmesterskabet i lynskak for computere og verdensmesterskabet i computerskak. Desuden fandt generalforsamlingen i Fédération Internationale des Échecs sted under olympiaden.

## Åben turnering
I den åbne turnering deltog 148 hold, der repræsenterede 143 lande og områder. Som værtsland kunne Italien stille med tre hold, mens henholdsvis Det internationale forbund for blindeskak (International Braille Chess Association), Det internationale forbund for handicapskak (International Physically Disabled Chess Association) samt den Internationale komité for døveskak (International Silent Chess Committee) hver stillede med et hold. Somalia og Sierra Leone, som hver havde tilmeldt et hold, mødte ikke op.
Armenien, bronzevinderne fra skakolympiaden 2004, som på første bræt stillede med stormesteren (GM) Levon Aronian, der havde den andenhøjeste rating af alle spillerne ved olympiaden, og med førstereserven GM Gabriel Sargissian, som scorede 10 points i 11 partier, blev olympiske mestre. De vandt med et forspring på to points over sølvmedaljevinderne fra Kina, hvis fjerde bræt, GM Wang Yue, forblev ubesejret ved at vinde otte partier og spille fire remis. Armenien sluttede turneringen uden at have tabt en match. De vandt 10 og spillede 3 uafgjort, hvoraf det ene var den sidste rundes opgør mod Ungarn, hvor der blev taget fire hurtige remiser. Aronian var eneste armenske spiller, der tabte et parti. Det skete i femte runde mod Ruslands GM Vladimir Kramnik, der spillede internationalt for første gang i seks måneder, og som scorede 6,5 points i sine ni spil, hvorved han opnåede den bedste ratingpræstation ved olympiaden. 
Hans russiske hold havde derimod ikke den ventede succes. Selvom de talte seks af turneringens 17 højest ratede spillere, var de på andenpladsen, dog kun ét point efter Armenien, til syvende runde, men tabte matcherne mod Frankrig (2½-1½), USA (2½-1½) og i sidste runde mod Israel (3-1), hvorved de i slutstillingen måtte nøjes med en sjetteplads. 
Skønt Israel slog USA (2½-1½) i næstsidste runde, måtte holdet stille sig tilfreds med en delt tredjeplads, hvor dog amerikanerne fik bronzemedaljen på tiebreaker efter buchholz-metoden . Ungarn, seedet som nummer 16 sluttede som nummer fem efter en stærk præstation af GM Ferenc Berkes på tredje bræt og GM Csaba Balogh på fjerde. Derimod faldt Indien, som fra starten var rated som nummer to, helt ned på plads nummer 30, da GM Viswanathan Anand og fjerdebrættet GM Shekhar Ganguly Surya kun lige scorede 50 procent. 
Det danske hold sluttede på 20. pladsen.

### Holdresultater
Der uddeltes olympiske medaljer til de tre hold, der besatte de tre første pladser samlet. Desuden var der medaljer til de tre hold, som kommer først i hver gruppe ifølge seedningen. De samlede vindere deltager ikke i medaljekampen om gruppemedaljerne. 

#### De første ti placeringer
| Slutplacering | Hold      | Spillere | Seedning | Gennemsnit, FIDE rating april 2006 | Vundne matcher | Uafgjorte matcher | Tabte matcher | Total score |
| ------------- | --------- | --- | -------- | ---------------------------------- | -------------- | ----------------- | ------------- | ----------- |
| Guld          | Armenien  | Levon Aronian, Vladimir Akopian, Karen Asrian, Smbat Lputian, Gabriel Sargissian, Artashes Minasian                                        | 3        | 2682                               | 10             | 3                 | 0             | 36,0        |
| Sølv          | Kina      | Bu Xiangzhi, Zhang Zhong, Zhang Pengxiang, Wang Yue, Ni Hua, Zhao Jun                                                                      | 12       | 2628                               | 8              | 1                 | 4             | 34,0        |
| Bronze        | USA       | Gata Kamsky, Alexander Onischuk, Hikaru Nakamura, Ildar Ibragimov, Gregory Kaidanov, Varuzhan Akobian                                      | 7        | 2656                               | 9              | 3                 | 1             | 33,0        |
| Fjerde        | Israel    | Boris Gelfand, Ilia Smirin, Emil Sutovksy, Boris Avrukh, Alexander Huzman, Victor Mikhalevski                                              | 6        | 2663                               | 9              | 3                 | 1             | 33,0        |
| Femte         | Ungarn    | Zoltan Almasi, Zoltan Gyimesi, Ferenc Berkes, Csaba Balogh, Robert Ruck, Adam Horvath                                                      | 16       | 2610                               | 7              | 4                 | 2             | 32,5        |
| Sjette        | Rusland   | Vladimir Kramnik, Peter Svidler, Alexander Grischuk, Alexander Morozevich, Evgeny Bareev, Sergei Rublevsky                                 | 1        | 2730                               | 7              | 2                 | 4             | 32,0        |
| Syvende       | Frankrig  | Étienne Bacrot, Joel Lautier, Andrei Sokolov, Laurent Fressinet, Maxime Vachier-Lagrave, Christian Bauer                                   | 5        | 2665                               | 7              | 5                 | 1             | 32,0        |
| Ottende       | Ukraine   | Vasyl Ivanchuk, Andrei Voloktyin, Sergej Karjakin, Pavel Elyanov, Alexander Moiseyenko, Zahar Efimenko                                     | 4        | 2680                               | 8              | 2                 | 3             | 32,0        |
| Niende        | Bulgarien | Kiril Georgiev, Ivan Cheparinov, Aleksander Delchev, Vasili Spasov, IM Vladimir Petkov , IM Valentin Iotov                                 | 10       | 2633                               | 7              | 2                 | 4             | 32,0        |
| Tiende        | Spanien   | Alexei Shirov, Francisco Vallejo Pons, Miguel Illescas Cordoba, Julien Arizmendi Martinez, Pablo San Segundo Carrillo, Marc Narciso Dublan | 11       | 2628                               | 7              | 4                 | 2             | 32,0        |

#### Gruppemedaljer
Gruppe A (hold seedet 1 – 25)
| Hold    | Samlet slutplacering | Seedning | Gennemsnit, FIDE rating april 2006 | Samlet score |
| ------- | -------------------- | -------- | ---------------------------------- | ------------ |
| Israel  | 4                    | 6        | 2663                               | 33,0         |
| Ungarn  | 5                    | 16       | 2610                               | 32,5         |
| Rusland | 6                    | 1        | 2730                               | 32,0         |

Gruppe B (hold seedet 26 – 51)
| Hold      | Samlet slutplacering | Seedning | Gennemsnit, FIDE rating april 2006 | Samlet score |
| --------- | -------------------- | -------- | ---------------------------------- | ------------ |
| Sverige   | 17                   | 31       | 2549                               | 30.5         |
| Slovenien | 23                   | 32       | 2545                               | 30.0         |
| Letland   | 28                   | 42       | 2516                               | 30.0         |

Group C (hold seedet 52 – 77)
| Hold             | Samlet slutplacering | Seedning | Gennemsnit, FIDE rating april 2006 | Samlet score |
| ---------------- | -------------------- | -------- | ---------------------------------- | ------------ |
| Italien (team B) | 48                   | 70       | 2371                               | 28.5         |
| Kasakhstan       | 53                   | 73       | 2348                               | 28.0         |
| Colombia         | 57                   | 62       | 2437                               | 27.0         |

Group D (hold seedet 78 – 103)
| Hold                                 | Samlet slutplacering | Seedning | Gennemsnit, FIDE rating april 2006 | Samlet score |
| ------------------------------------ | -------------------- | -------- | ---------------------------------- | ------------ |
| Tadjikistan                          | 54                   | 106      | 2215                               | 28.0         |
| Algeriet                             | 69                   | 91       | 2285                               | 26.5         |
| International Silent Chess Committee | 76                   | 90       | 2308                               | 26.0         |

Group E (hold seedet 104 – 129)
| Hold     | Samlet slutplacering | Seedning | Gennemsnit, FIDE rating april 2006 | Samlet score |
| -------- | -------------------- | -------- | ---------------------------------- | ------------ |
| Japan    | 87                   | 121      | 2139                               | 25.5         |
| Pakistan | 98                   | 123      | 2123                               | 24.5         |
| Cypern   | 103                  | 122      | 2125                               | 24.0         |

### Individuelle resultater
Individuelle medaljer uddeles til de tre spillere, der opnår den bedste ratingpræstation (beregnet efter FIDEs regler herfor) og som har spillet mindst 8 partier. Der uddeles ligeledes medaljer til de tre, der ved hver af bordene et til fire har den højeste gevinstprocent (og spillet mindst 8 spil) eller som reserve har spillet mindst 7 spil ved et hvilket som helst bræt (klassificeret som havende spillet ved bræt fem eller seks). Holdene vil typisk besætte brættet med de laveste nummer med deres bedste spiller, men sygdom, træthed og fravær ændrer ofte denne rækkefølge. Uafgjort giver forrang til den spiller, som har spillet flest partier. Giver dette ikke en afgørelse, får spilleren med den bedste ratingpræstation den bedste placering. 

#### Bedste ratingpræstation
| Spiller          | Holdrepræsentation | Gennemsnit, FIDE rating april 2006 | Primært bræt spillet | Partier spillet | Pointscore | Ratingpræstation |
| ---------------- | ------------------ | ---------------------------------- | -------------------- | --------------- | ---------- | ---------------- |
| Vladimir Kramnik | Rusland            | 2729                               | 1                    | 9               | 6,5        | 2847             |
| Wang Yue         | Kina               | 2598                               | 4                    | 12              | 10,0       | 2837             |
| Étienne Bacrot   | Frankrig           | 2708                               | 1                    | 8               | 6,0        | 2833             |
| Magnus Carlsen   | Norge              | 2646                               | 1                    | 8               | 6,0        | 2820             |
| Sergej Karjakin  | Ukraine            | 2661                               | 3                    | 11              | 8,5        | 2798             |
| Bu Xiangzhi      | Kina               | 2640                               | 1                    | 12              | 8,0        | 2790             |
| David Navara     | Tjekkiet           | 2658                               | 1                    | 12              | 8,5        | 2786             |
| Vladimir Akopian | Armenien           | 2706                               | 2                    | 12              | 9,0        | 2778             |
| Levon Aronian    | Armenien           | 2756                               | 1                    | 11              | 7,0        | 2768             |
| Joel Lautier     | Frankrig           | 2682                               | 2                    | 11              | 8,0        | 2759             |

#### Præmier pr. bræt
Første bræt
| Spiller                   | Holdrepræsentation | FIDE rating april 2006 | Antal spil | Antal points | Gevinstprocent |
| ------------------------- | ------------------ | ---------------------- | ---------- | ------------ | -------------- |
| Mohyuddin Gillani Tanveer | Pakistan           | 2279                   | 8          | 7,0          | 87,5           |
| GM Evgenij Ermenkov       | Palæstina          | 2462                   | 10         | 8,5          | 85,0           |
| GM Hichem Hamdouchi       | Marokko            | 2559                   | 10         | 7,5          | 75,0           |

Andet bræt
| Spiller               | Holdrepræsentation | FIDE rating april 2006 | Antal spil | Antal points | Gevinstprocent |
| --------------------- | ------------------ | ---------------------- | ---------- | ------------ | -------------- |
| IM Josep Oms Pallise  | Andorra            | 2496                   | 11         | 9,0          | 81,8           |
| Brian Dew             | Hong Kong          | 2147                   | 9          | 7,0          | 77,8           |
| IM Eduardo Iturrizaga | Venezuela          | 2397                   | 11         | 8,5          | 77.3           |

Tredje bræt
| Spiller                    | Holdrepræsentation | FIDE rating april 2006 | Antal spil | Antal points | Gevinstprocent |
| -------------------------- | ------------------ | ---------------------- | ---------- | ------------ | -------------- |
| Manuel Larrea              | Uruguay            | 2278                   | 8          | 7,0          | 87,5           |
| GM Rafael Leitao           | Brasilien          | 2575                   | 10         | 8,0          | 80,0           |
| GM Miguel Illescas Cordoba | Spanien            | 2608                   | 9          | 7.0          | 77.8           |

Fjerde bræt
| Spiller          | Holdrepræsentation | FIDE rating april 2006 | Antal spil | Antal points | Gevinstprocent |
| ---------------- | ------------------ | ---------------------- | ---------- | ------------ | -------------- |
| GM Wang Yue      | Kina               | 2598                   | 12         | 10,0         | 83,3           |
| GM Robert Zelcic | Kroatien           | 2525                   | 12         | 9,0          | 75,0           |
| GM Boris Avrukh  | Israel             | 2633                   | 10         | 7,5          | 75,0           |

Femte (første reserve) bræt
| Spiller               | Holdrepræsentation | FIDE rating april 2006 | Antal spil | Antal points | Gevinstprocent |
| --------------------- | ------------------ | ---------------------- | ---------- | ------------ | -------------- |
| FM Basheer Al-Qudaimi | Yemen              | 2396                   | 7          | 7,0          | 100,0          |
| Amer Karim            | Pakistan           | 2260                   | 8          | 7,5          | 93,8           |
| Ali Laith             | Irak               | 2179                   | 7          | 6,5          | 92,9           |

Sjette (anden reserve) bræt
| Spiller                 | Holdrepræsentation | FIDE rating april 2006 | Antal spil | Antal points | Gevinstprocent |
| ----------------------- | ------------------ | ---------------------- | ---------- | ------------ | -------------- |
| Phiri Richmond          | Zambia             | Ingen rating           | 7          | 6,5          | 92,9           |
| Hirawan Pg Mohd Omar Ak | Brunei             | 2335                   | 7          | 6,5          | 92,9           |
| Hameedullah Haidary     | Afghanistan        | no rating              | 9          | 7,5          | 83,3           |

## Kvindernes olympiade
Der deltog 103 hold i kvindernes olympiade, hvor der kæmpes om Vera Menchik Cup. Vinder blev Ukraine, med Rusland og Kina på de to næste medaljepladser.
Danmarks kvindehold blev nr. 55 (forhåndsrated som nr. 59).

### Holdresultater
| Slutplacering | Hold      | Spillere                                                                                         | Seedning | Gennemsnit, FIDE rating april 2006 | Vundne matcher | Uafgjorte matcher | Tabte matcher | Total score |
| ------------- | --------- | ------------------------------------------------------------------------------------------------ | -------- | ---------------------------------- | -------------- | ----------------- | ------------- | ----------- |
| Første        | Ukraine   | WGM Natalia Zhukova, IM Katerina Lahno, IM Inna Yanovska-Gaponenko, WGM Anna Ushenina            | 2        | 2441                               | 12             | 1                 | 0             | 29,5        |
| Anden         | Rusland   | GM Alexandra Kosteniuk, IM Tatiana Kosintseva, IM Nadezhda Kosintseva, IM Ekaterina Kovalevskaya | 1        | 2499                               | 9              | 3                 | 1             | 28,0        |
| Tredje        | Kina      | WGM Zhao Xue, WGM Wang Yu, Shenyang, WFM Hou Yifan                                               | 6        | 2408                               | 8              | 3                 | 2             | 27,5        |
| Fjerde        | USA       | WGM Anna Zatonskih, IM Irina Krush, WGM Rusudan Goletani, WGM Camilla Baginskaite                | 5        | 2414                               | 7              | 5                 | 1             | 24,5        |
| Femte         | Ungarn    | IM Hoang Thanh Trang, IM Ildiko Madl, IM Szidonia Vajda, WGM Anita Gara                          | 4        | 2426                               | 8              | 1                 | 4             | 24,5        |
| Sjette        | Georgien  | IM Nino Khurtsidze, IM Nana Dzagnidze, IM Lela Javakhishvili, IM Maia Lomineishvili              | 3        | 2430                               | 7              | 3                 | 3             | 24,5        |
| Syvende       | Holland   | GM Peng Zhao Qin, IM Tea Bosboom-Lanchava, FM Petra Schuurman, WIM Bianca Muhren                 | 18       | 2344                               | 7              | 3                 | 3             | 24,5        |
| Ottende       | Armenien  | IM Lilit Mkrtchian, IM Elina Danielian, WGM Nelli Aginian, WIM Siranush Andriasian               | 7        | 2402                               | 7              | 4                 | 2             | 24,0        |
| Ninth         | Slovenien | WGM Anna Muzytjuk, WGM Ana Srebrnic, WIM Jana Krivec, WFM Ksenija Novak                          | 17       | 2348                               | 7              | 2                 | 4             | 24.0        |
| Tiende        | Tjekkiet  | IM Jana Jackova, WIM Katerina Cedikova, WIM Olga Sikorova, WIM Petra Blazkova                    | 22       | 2299                               | 8              | 0                 | 5             | 24,0        |

### Individuelle resultater
| Spiller                    | Holdrepræsentation | Gennemsnit, FIDE rating april 2006 | Primært bræt spillet | Partier spillet | Pointscore | Ratingpræstation |
| -------------------------- | ------------------ | ---------------------------------- | -------------------- | --------------- | ---------- | ---------------- |
| WGM Zhao Xue               | Kina               | 2423                               | 1                    | 13              | 10,0       | 2617             |
| IM Tatiana Kosintseva      | Rusland            | 2489                               | 2                    | 12              | 9,5        | 2598             |
| WFM Hou Yifan              | Kina               | 2298                               | 3                    | 13              | 11,0       | 2596             |
| GM Antoaneta Stefanova     | Bulgarien          | 2502                               | 1                    | 12              | 9,0        | 2563             |
| IM Hoang Thanh Trang       | Ungarn             | 2487                               | 1                    | 13              | 9,5        | 2539             |
| WGM Natalia Zhukova        | Ukraine            | 2425                               | 1                    | 10              | 7,5        | 2537             |
| IM Inna Yanovska-Gaponenko | Ukraine            | 2430                               | 3                    | 9               | 7,0        | 2531             |
| IM Viktorija Cmilyte       | Litauen            | 2470                               | 1                    | 12              | 9,5        | 2530             |
| IM Nadezhda Kosintseva     | Rusland            | 2469                               | 3                    | 10              | 7,5        | 2521             |
| IM Irina Krush             | USA                | 2437                               | 2                    | 11              | 8,0        | 2512             |

## Deltagende lande
Nedenfor er nævnt de nationale skakorganisationer, som deltog i turneringen. Italien deltog som vært med tre herrehold: Italien A, Italien B og Italien C. Der var desuden hold fra tre internationale organisationer:
- Det internationale blindeskakforbund (IBCA) – (International Braille Chess Association)
- Det internationale forbund for handikapskak (IPCA) – (International Physically Disabled Chess Association)
- Den internationale døveskakkomité (ICSC) – (International Committee of Silent Chess)

1. Afghanistan AFG
2. Albanien ALB
3. Algeriet ALG
4. Andorra AND
5. Angola ANG
6. Argentina ARG
7. Armenien ARM
8. Aruba ARU
9. Australien AUS
10. Azerbajdsjan AZE
11. Bahrain BRN
12. Bangladesh BAN
13. Barbados BAR
14. Belgien BEL
15. Bermuda BER
16. Bolivia BOL
17. Bosnien-Hercegovina BIH
18. Botswana BOT
19. Brasilien BRA
20. Britiske Jomfruøer IVB
21. Brunei BRU
22. Bulgarien BUL
23. Canada CAN
24. Chile CHI
25. Colombia COL
26. Costa Rica CRC
27. Cuba CUB
28. Cypern CYP
29. Danmark DEN
30. Dominikanske Republik DOM
31. Ecuador ECU
32. El Salvador ESA
33. England ENG
34. Estland EST
35. Etiopien ETH
36. Fiji FIJ
37. Finland FIN
38. Frankrig FRA
39. Færøerne FAI
40. Georgien GEO
41. Grækenland GRE
42. Guatemala GUA
43. Guernsey GCI
44. Haiti HAI
45. Holland NED
46. Hollandske Antiller AHO
47. Honduras HON
48. Hong Kong HKG
49. Hviderusland BLR
50. Indien IND
51. Indonesien INA
52. Iran IRI
53. Iraq IRQ
54. Irland IRL
55. Island ISL
56. Israel ISR
57. Italien ITA
58. Jamaica JAM
59. Japan JPN
60. Jersey JCI
61. Kasakhstan KAZ
62. Kenya KEN
63. Kina CHN
64. Kirgisistan KGZ
65. Kroatien CRO
66. Letland LAT
67. Libanon LIB
68. Libyen LBA
69. Liechtenstein LIE
70. Litauen LTU
71. Luxemborg LUX
72. Macao MAC
73. Makedonien MKD
74. Malawi MAL
75. Malaysia MAS
76. Malta MLT
77. Marokko MAR
78. Mauritius MRI
79. Mexico MEX
80. Moldova MDA
81. Monaco MNC
82. Mongoliet MGL
83. Mozambique MOZ
84. Namibia NAM
85. Nepal NEP
86. New Zealand NZL
87. Nicaragua NCA
88. Nigeria NGR
89. Norge NOR
90. Pakistan PAK
91. Palæstina PLE
92. Panama PAN
93. Papua New Guinea PNG
94. Paraguay PAR
95. Peru PER
96. Filippinerne PHI
97. Polen POL
98. Portugal POR
99. Puerto Rico PUR
100. Qatar QAT
101. Rumænien ROM
102. Rusland RUS
103. Rwanda RWA
104. San Marino SMR
105. Schweitz SUI
106. Serbien og Montenegro SCG
107. Seychellerne SEY
108. Sierra Leone SIL
109. Singapore SIN
110. Skotland SCO
111. Slovakiet SVK
112. Slovenien SLO
113. Somalia SOM
114. Spanien ESP
115. Sri Lanka SRI
116. Sudan SUD
117. Surinam SUR
118. Sverige SWE
119. Sydafrika RSA
120. Sydkorea KOR
121. Syrien SYR
122. Tadjikistan TJK
123. Taipei TPE
124. Thailand THA
125. Tjekkiet CZE
126. Trinidad og Tobago TRI
127. Tunesien TUN
128. Turkmenistan TKM
129. Tyrkiet TUR
130. Tyskland GER
131. UAE UAE
132. Uganda UGA
133. Ukraine UKR
134. Ungarn HUN
135. Uruguay URU
136. US Virgin Islands ISV
137. USA USA
138. Usbekistan UZB
139. Venezuela VEN
140. Vietnam VIE
141. Wales WLS
142. Yemen YEM
143. Zambia ZAM
144. Egypten EGY
145. Østrig AUT